# Santiago, Huauchinango
Santiago är en ort i Mexiko.   Den ligger i kommunen Huauchinango och delstaten Puebla, i den sydöstra delen av landet, 140 km nordost om huvudstaden Mexico City. Santiago ligger 1 696 meter över havet och antalet invånare är 196.
Terrängen runt Santiago är lite bergig. Runt Santiago är det tätbefolkat, med 319 invånare per kvadratkilometer. Närmaste större samhälle är Huauchinango. unt Santiago växer i huvudsak blandskog.